# Бисквит
Бисквит је печени прехрамбени производ на бази брашна, сродан кексу. Прави се од јаја (жуманаца и/или беланаца), брашна, шећера и дозвољених адитива. Изван Северне Америке бисквит је обично тврд, раван и бесквасан (оно што Американци називају колачићима). У Северној Америци то је углавном мекани, квасни, брзи хлеб.

## Историја

### Бисквити за путовања
Потреба за хранљивом намирницом, лаком за чување, лаком за ношење и дуготрајном, на дугим путовањима, посебно на мору, у почетку је решена узимањем свеже хране заједно са месарима и куварима. Међутим, ово је заузело додатни простор на стазама, коњским погонима или малим бродовима, смањујући време путовања пре него што је била потребна додатна храна. То је резултирало стварањем раних војски обучених за лов и скупљање хране.
Увођење печених прерађених житарица, укључујући производњу брашна, представљало је поузданији извор хране. Египатски морнари носили су раван, ломљив хлеб зван давара, док су Римљани имали бисквит зван бућелум. Римски кувар Ејпишис описује: „Густа паста од финог пшеничног брашна скувана је и раширена на тањир. Кад се осушила и очврснула, исекла се и пржила док не постане хрскава, а затим се служила са медом и бибером.”
Многи лекари веровали су да је већина здравствених проблема повезана са пробавом. Стога се и за исхрану и за лечење болести сматрало да је свакодневна конзумација бисквита добра за здравље.
Тврди бисквити омекшавају како старе. Да би решили овај проблем, пекари су покушали да направе најтврђи могући бисквит. Будући да је тако тврд и сув, ако се правилно складишти и транспортује, преживеће грубо руковање и високе температуре. Тврдо печен, може се држати без кварења годинама све док је сув. На дугим путовањима се пекао четири пута, а не уобичајена два.  Да би се омекшао за јело, често се умакао у саламуру, кафу или неку другу течност или се кувао у тигању.
У време шпанске армаде 1588. дневно следовање на бродовима Краљевске морнарице било је пола килограма кекса плус један галон пива. Самјуел Пепис је 1667. године први пут регулисао поморску храну разноврсним и хранљивим оброцима. Бродски двопек за Краљевску морнарицу током владавине Краљица Викторија направљен је машином у Хемпширу, утиснут краљичином ознаком и бројем пећи у којој су печени. Када су машине уведене у процес, тесто је темељно помешано и ваљано у листове дужине око 1,8 метара и ширине од 0,9 метара који су једним потезом утиснути у шездесетак кексова шестерокутног облика. То је остављало листове довољно кохерентним да се ставе у пећ у комаду, а када су печени, лако их је одвојити. Хексагонални облик, уместо традиционалних кружних кекса, значио је уштеду у материјалу и било их је лакше спаковати.  Бисквити су остали важан део исхране морнара Краљевске морнарице до увођења конзервиране хране. Конзервирано месо први пут се пласирало 1814. године; сачувана говедина у лименкама званично је додана оброцима Краљевске морнарице 1847.

### Кондиторски бисквити
Рани кекси били су тврди, суви и незаслађени. Најчешће су се пекли после хлеба, у рерни која се хладила; били су јефтин облик хране за сиромашне.
До 7. века нове ере, кувари Персијског царства су од својих предака научили технике осветљавања и обогаћивања смеша на бази хлеба јаја, маслаца и кајмака и заслађивањем воћем и медом.  Један од најранијих зачињених кекса били су медењаци, на француском, паин д'епицес, што значи „зачински хлеб“, које је у Европу 992. године донео јерменски монах Григор де Никополис. Напустио је Никопољ Јерменски у Малој Јерменији, да би живео у Бондароу у Француској, у близини града Питивије. Тамо је боравио седам година и подучавао француске свештенике и хришћане како да спремају медењаке. Ово је првобитно био густи зачињени колач или хлеб на бази меалсе. Како је тада то било скупо, рани кекс од ђумбира био је јефтин начин трошења остатака хлеба.
Комбинацијом муслиманске инвазије на Пиренејско полуострво, а затим и крсташким ратовима, развијајући трговину зачина, технике кувања и намирнице из Арабије проширили су се у северну Европу. У средњовековна времена бисквити су се правили од заслађене, зачињене пасте презле, а затим пекли (нпр. Медењаци) или од куваног хлеба обогаћеног шећером и зачинима, а затим поново пекли. Енглески краљ Ричард I (звани Ричард Лавље Срце) отишао је у Трећи крсташки рат (1189–92) са „бисквитом од муслина“, који је био мешовито једињење кукуруза од јечма, ражи и пасуља.
Како су израда и квалитет хлеба до сада били контролисани, тако су контролисане и вештине израде бисквита кроз занатска удружења. Како је започињала испорука шећера, рафинирање и снабдевање брашном се повећавало, а повећавала се и способност лежернијег узимања хране, укључујући слатке кексове. Ране извори из манастира Вадстена показују како су шведске монахиње 1444. године пекле медењаке како би олакшале варење. Прва документована трговина лицитарским кексима датира из 16. века, где су се продавали у манастирским апотекама и на пијацама на градским трговима. Медењаци су постали широко доступни у 18. веку. Британске бисквитне компаније Мек Витис, Карз, Хантли и Палмер и Крофордс основане су до 1850. године.
Заједно са локалним пољопривредним производима од меса и сира, многи региони света имају свој посебан стил бисквита због историјске важности ове врсте хране.

### Бисквити у Јужној Азији
Бисквити и хлебови су уведени у Бенгал током британског колонијалног периода и популарност су стекли у муслиманској заједници Силхети. Међутим, хиндуси средње класе из Качара и Силхета били су врло сумњичави према бисквитима и хлебовима, јер су веровали да их пеку муслимани. Једном приликом је неколико хиндуиста у Качару ухватило неког Енглеза како једе кексе са чајем што је изазвало галаму. Информације су стигле до хиндуса Силхета и дошло је до мале побуне. Као одговор на то, компаније су почеле да оглашавају свој хлеб као „машински произведен“ и „нетакнут (муслиманском) руком“, да би хиндусима рекли да је хлеб „сигуран за конзумацију“. Овај инцидент се помиње у аутобиографији Бипин Чандра Палса и он помиње како су се постепено кулинарске навике хиндуиста мењале и бисквити и хлебови постајали све популарнији.